# Константа Каэна
Константа Каэна — сумма знакочередующегося числового ряда, строящегося из членов ряда Сильвестра:
{\displaystyle C=\sum {\frac {(-1)^{i}}{s_{i}-1}}={\frac {1}{1}}-{\frac {1}{2}}+{\frac {1}{6}}-{\frac {1}{42}}+{\frac {1}{1806}}-\cdots },
где {\displaystyle s_{i}} — {\displaystyle i}-й элемент последовательности Сильвестра. Приблизительное значение — 0,64341054629.
Названа по имени впервые исследовавшего данный ряд французского математика Эжена Каэна (фр. Eugène Cahen).
Может быть получена как сумма знакопостоянного ряда, образованного слагаемыми, обратными чётным членам последовательности Сильвестра (последовательностью приближений жадного алгоритма для египетских дробей):
{\displaystyle C=\sum {\frac {1}{s_{2i}}}={\frac {1}{2}}+{\frac {1}{7}}+{\frac {1}{1807}}+{\frac {1}{10650056950807}}+\cdots }.
Константа трансцендентна, притом является одним из немногих трансцендентных чисел, для которых известна полная цепная дробь — для последовательности 1, 1, 2, 3, 14, 129, 25298, 420984147, …, определённой рекуррентным уравнением {\displaystyle q_{n+2}=q_{n}^{2}q_{n+1}+q_{n}}, цепная дробь, соответствующая константе Каэна, представляется следующим образом:
{\displaystyle [0,1,q_{0}^{2},q_{1}^{2},q_{2}^{2},\ldots ]}.